# 前田利定

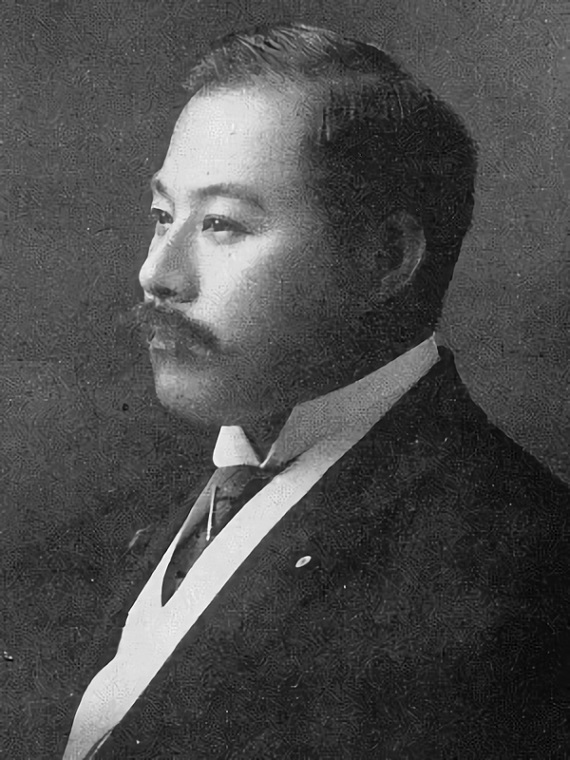
前田利定

前田 利定（まえだ としさだ　1874年（明治7年）12月10日 - 1944年（昭和19年）10月2日）は、日本の政治家、華族（子爵）。逓信大臣（第26代）、農商務大臣（第34代）を務めた。東京府出身。

## 経歴
加賀前田家の分家の一つである旧七日市藩主家に、最後の藩主（藩知事）前田利昭の子として生まれる。
1894年（明治27年）、日清戦争に歩兵中尉として従軍。1902年（明治35年）、東京帝国大学法科大学を卒業。その後、司法官試補となる。1904年（明治37年）7月10日、貴族院子爵議員に選出され、研究会に所属し1944年（昭和19年）2月2日に辞職するまで在任した。
1922年（大正11年）に加藤友三郎内閣の逓信大臣となり初入閣。1924年（大正13年）、清浦内閣の農商務大臣として再び入閣。1944年（昭和19年）1月、体調を崩し、10月に死去した。死後、勲一等瑞宝章を受章した。
他に、研究会常務委員、鉄道会議議員、議員制度調査会委員などの要職を歴任した。
歌人としても知られ、佐佐木信綱に師事した。

## 栄典
- 1922年（大正11年）8月29日 - 勲二等瑞宝章[5]
- 1938年（昭和13年）2月11日 - 金杯一個[6]
- 1944年（昭和19年）10月3日 - 勲一等瑞宝章[7]

## 親族
- 父 - 前田利昭（第12代七日市藩主、子爵）
- 母 - 酒井春子（伊勢崎藩主酒井忠恒の八女）
- 妻 - 酒井清子（姫路藩主酒井忠邦の娘）
  - 息子 - 前田利民（子爵）[8]
- 弟 - 前田利為（前田侯爵家＝加賀前田宗家を継ぐ、陸軍大将）
- 娘婿 - 岡崎勝男（二女・島子の夫[8]、外務大臣）